# Lake Curlip
Lake Curlip är en sjö i Australien. Den ligger i delstaten Victoria, omkring 320 kilometer öster om delstatshuvudstaden Melbourne. 
Genomsnittlig årsnederbörd är 1 273 millimeter. Den regnigaste månaden är juni, med i genomsnitt 241 mm nederbörd, och den torraste är juli, med 59 mm nederbörd.